# Ларжантьер (кантон)
Ларжантье́р (фр. Largentière) — кантон во Франции, находится в регионе Рона — Альпы, департамент Ардеш. Входит в состав округа Ларжантьер.
Код INSEE кантона — 0811. Всего в кантон Ларжантьер входит 14 коммун, из них главной коммуной является Ларжантьер.

## Коммуны кантона

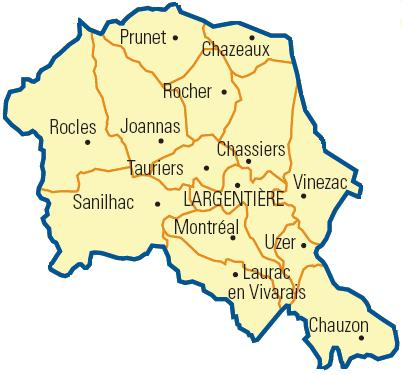
Карта кантона

| Коммуна         | Население, чел. (2006) | Почтовый индекс | Код INSEE |
| --------------- | ---------------------- | --------------- | --------- |
| Винзак          | 1144                   | 07110           | 07343     |
| Жоанна          | 304                    | 07110           | 07109     |
| Ларжантьер      | 1942                   | 07110           | 07132     |
| Лорак-ан-Виваре | 784                    | 07110           | 07134     |
| Монреаль        | 462                    | 07110           | 07162     |
| Прюне           | 104                    | 07110           | 07187     |
| Рокль           | 208                    | 07110           | 07196     |
| Роше            | 227                    | 07110           | 07193     |
| Санильяк        | 346                    | 07110           | 07307     |
| Торье           | 166                    | 07110           | 07318     |
| Шазо            | 103                    | 07110           | 07062     |
| Шасьер          | 866                    | 07110           | 07058     |
| Шозон           | 255                    | 07120           | 07061     |
| Юзе             | 336                    | 07110           | 07327     |

## Население
Население кантона на 2006 год составляло 7 573 человека.
| 1962  | 1968  | 1975  | 1982  | 1990  | 1999  | 2006  | 2007 | 2008 |
| ----- | ----- | ----- | ----- | ----- | ----- | ----- | ---- | ---- |
| 5 600 | 7 089 | 6 643 | 6 895 | 6 887 | 7 092 | 7 573 | —    | —    |